# Maubec (Isèra)
Maubec és un municipi francès situat al departament de la Isèra i a la regió d'Alvèrnia-Roine-Alps. L'any 2007 tenia 1.556 habitants.

## Demografia

### Població
El 2007 la població de fet de Maubec era de 1.556 persones. Hi havia 567 famílies de les quals 90 eren unipersonals (39 homes vivint sols i 51 dones vivint soles), 189 parelles sense fills, 256 parelles amb fills i 32 famílies monoparentals amb fills.
La població ha evolucionat segons el següent gràfic:
Habitants censats

### Habitatges
El 2007 hi havia 605 habitatges, 569 eren l'habitatge principal de la família, 13 eren segones residències i 23 estaven desocupats. 551 eren cases i 52 eren apartaments. Dels 569 habitatges principals, 486 estaven ocupats pels seus propietaris, 75 estaven llogats i ocupats pels llogaters i 9 estaven cedits a títol gratuït; 2 tenien una cambra, 15 en tenien dues, 42 en tenien tres, 134 en tenien quatre i 376 en tenien cinc o més. 482 habitatges disposaven pel capbaix d'una plaça de pàrquing. A 162 habitatges hi havia un automòbil i a 373 n'hi havia dos o més.

### Piràmide de població
La piràmide de població per edats i sexe el 2009 era:
| Homes | Edats   | Dones |
| ----- | ------- | ----- |
| 0     | 95 o +  | 0     |
| 8     | 90 a 94 | 8     |
| 0     | 85 a 89 | 8     |
| 4     | 80 a 84 | 8     |
| 32    | 75 a 79 | 20    |
| 16    | 70 a 74 | 24    |
| 16    | 65 a 69 | 24    |
| 32    | 60 a 64 | 12    |
| 44    | 55 a 59 | 32    |
| 88    | 50 a 54 | 64    |
| 64    | 45 a 49 | 56    |
| 44    | 40 a 44 | 40    |
| 48    | 35 a 39 | 68    |
| 28    | 30 a 34 | 44    |
| 56    | 25 a 29 | 44    |
| 40    | 20 a 24 | 28    |
| 60    | 15 a 19 | 44    |
| 56    | 10 a 14 | 52    |
| 52    | 5 a 9   | 56    |
| 32    | 0 a 4   | 36    |

## Economia
El 2007 la població en edat de treballar era de 1.064 persones, 760 eren actives i 304 eren inactives. De les 760 persones actives 724 estaven ocupades (382 homes i 342 dones) i 37 estaven aturades (19 homes i 18 dones). De les 304 persones inactives 128 estaven jubilades, 106 estaven estudiant i 70 estaven classificades com a «altres inactius».

### Ingressos
El 2009 a Maubec hi havia 589 unitats fiscals que integraven 1.655 persones, la mediana anual d'ingressos fiscals per persona era de 22.591 €.

### Activitats econòmiques
Dels 60 establiments que hi havia el 2007, 3 eren d'empreses alimentàries, 10 d'empreses de fabricació d'altres productes industrials, 9 d'empreses de construcció, 14 d'empreses de comerç i reparació d'automòbils, 3 d'empreses d'hostatgeria i restauració, 3 d'empreses financeres, 2 d'empreses immobiliàries, 9 d'empreses de serveis, 4 d'entitats de l'administració pública i 3 d'empreses classificades com a «altres activitats de serveis».
Dels 14 establiments de servei als particulars que hi havia el 2009, 3 eren tallers de reparació d'automòbils i de material agrícola, 2 guixaires pintors, 3 fusteries, 3 electricistes, 1 agència de treball temporal, 1 restaurant i 1 agència immobiliària.
L'únic establiment comercial que hi havia el 2009 era una fleca.
L'any 2000 a Maubec hi havia 20 explotacions agrícoles que ocupaven un total de 364 hectàrees.

## Equipaments sanitaris i escolars
El 2009 hi havia una escola elemental.

## Poblacions més properes
El següent diagrama mostra les poblacions més properes.